# 瓦松维尔 (滨海塞纳省)
瓦松维尔（法語：Vassonville，法語發音：[vasɔ̃vil]）是法国滨海塞纳省的一个市镇，属于迪耶普区。

## 地理
瓦松维尔（49°41'41"N, 1°5'34"E）面积5.65 平方千米，位于法国诺曼底大区滨海塞纳省，该省份为法国北部沿海省份，其西部及北部濒大西洋英吉利海峡，东起顺时针与索姆省、瓦兹省、厄尔省和卡爾瓦多斯省接壤。
与瓦松维尔接壤的市镇（或旧市镇、城区）包括：锡河畔圣但尼、圣马克卢-德福勒维尔、托特。

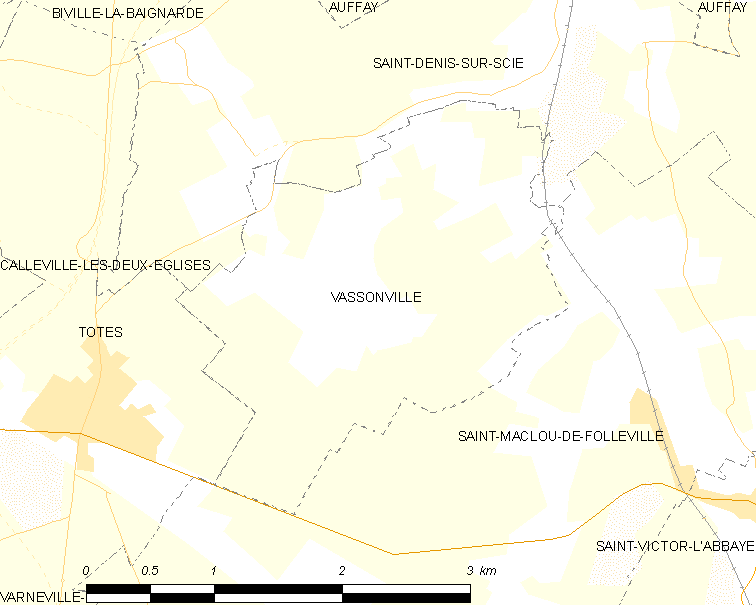
的OSM定位图

瓦松维尔的时区为UTC+01:00、UTC+02:00（夏令时）。

## 行政
瓦松维尔的邮政编码为76890，INSEE市镇编码为76723。

## 政治
瓦松维尔所属的省级选区为吕讷赖县。

## 人口

1962-2008年间人口变化图示

瓦松维尔于2022年1月1日时的人口数量为417人。